# Taeniophyllum cardiophorum
Taeniophyllum cardiophorum är en orkidéart som beskrevs av Rudolf Schlechter. Taeniophyllum cardiophorum ingår i släktet Taeniophyllum och familjen orkidéer. Inga underarter finns listade i Catalogue of Life.